# Barleria bolusii
Barleria bolusii är en akantusväxtart som beskrevs av Anna Amelia Obermeyer. Barleria bolusii ingår i släktet Barleria och familjen akantusväxter. Inga underarter finns listade i Catalogue of Life.